# Pteridin
Pteridin ist ein zweikerniger, aromatischer Heterocyclus, der die Strukturelemente eines Pyrazin- und eines Pyrimidinringes enthält. Die Substanz hat keine große Bedeutung in der Chemie, aber die Konstitutionsformel ist die Stammstruktur der Pterine, worunter Pigmente in den Flügeln einiger Schmetterlinge (Pieridae) fallen, u. a. der Weißlinge Großer Kohlweißling (Pieris brassicae), Rapsweißling (Pieris napi) und Zitronenfalter (Gonepteryx rhamni). Die Namen Pterin und Pteridin leiten sich auf Vorschlag von Heinrich Otto Wieland vom griechischen pteron, ‚Flügel‘ ab.
Auch die Folsäure enthält den Pteridin- bzw. Pterin-Heterocyclus.

## Herstellung
Ein einfacher synthetischer Zugang zu Pteridin besteht in der Kondensation von 4,5-Diaminopyrimidin mit Glyoxal.